# 竹島知江
竹島 知江（たけしま ともえ、1972年12月24日 - ）は、日本のKRY山口放送のパーソナリティで、元アナウンサーである。

## 概要・経歴
山口県周南市生まれ。関西学院大学卒業。在学中は体育会アイスホッケー部のマネージャーを務めた。
大学卒業後の1995年（平成7年）、山口放送に入社。現在、同局のアナウンス室に所属し、ラジオ番組でのパーソナリティーなどを務める。
2015年3月まで産休していたが、「お昼はZENKAIラヂオな時間」の水曜担当で復帰した。

## 担当番組
現在の担当番組
- お昼はZENKAI ラヂオな時間→お昼はZETTAI ラジTIME（ラジオ、水曜12:00 - 16:00。2015年4月～）

過去の担当番組
- KRYさわやかモーニング（2001年 - 2007年3月）
- 熱血テレビ
- 演歌パラダイス（ラジオ）
- Sunday Kiss（ラジオ）
- もっとパラダイス　（ラジオ、土曜12:00 - 13:00）
- じゅげむのこりゃ・え〜が　（ラジオ、日曜22:00 - 23:00）